# Jeziorki (powiat suwalski)
Jeziorki – wieś w Polsce położona w województwie podlaskim, w powiecie suwalskim, w gminie Szypliszki.
Do 1952 roku miejscowość była siedzibą gminy Andrzejewo. W latach 1975–1998 miejscowość należała administracyjnie do województwa suwalskiego.
W pobliżu miejscowości przebiega droga krajowa nr 8 oraz trasa europejska E67 - Via Baltica.